# 1838

## Esdeveniments
Països catalans

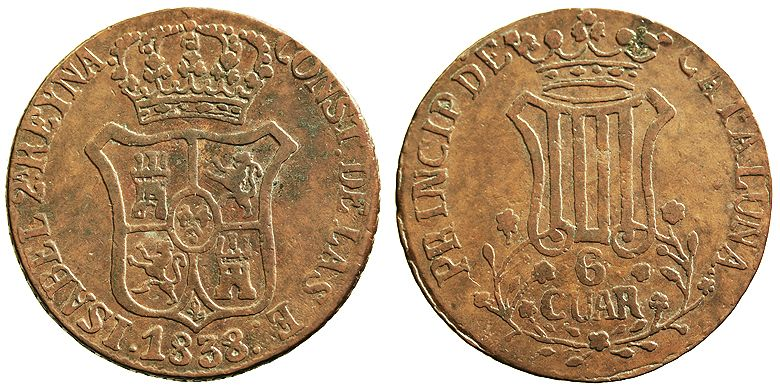
Moneda de sis quartos encunyada a la seca de Barcelona el 1838 durant la regència de Maria Cristina (una de les darreres encunyades per l'Estat espanyol a Catalunya, abans de la centralització de totes les seques d'Espanya a la Fábrica Nacional de Moneda y Timbre)

- 27 de gener - Benicarló (Baix Maestrat): els liberals rendeixen la ciutat al final del setge de Benicarló de 1838 durant la primera guerra carlina.
- 1 de març - El Morell i Vilallonga del Camp (Tarragonès): els carlins protagonitzen el Combat de Morell i Vilallonga en el context de la Primera Guerra Carlina.
- 22 de març i 23 de març - L'Alcora (Alcalatén): els carlins guanyen en la batalla de l'Alcora durant la Primera Guerra Carlina.
- 2 d'abril - Xiva (Foia de Bunyol): els liberals fan fugir a Ramon Cabrera i Grinyó i les seves forces en la batalla de Xiva durant la Primera Guerra Carlina.
- 15 d'octubre - Xèrica (Alt Palància): els carlins abandonen el setge del poble en la batalla de Xèrica en el front oriental de la Primera Guerra Carlina.
- 2 de desembre - Xest (Foia de Bunyol): els carlins capitanejats per Francesc Tallada i Forcadell perden la batalla de Xest a la Primera Guerra Carlina.

Resta del món
- 2 de gener: S'institueix l'Arxiu Nacional del Brasil
- 5 de març - Saragossa (Aragó): els carlins no van poder ocupar la ciutat durant la cincomarzada en el context de la Primera Guerra Carlina.
- 22 d'abril - Calanda (Baix Aragó): els carlins ocupen el poble i el castell al final del setge de Calanda que havia començat el 18 d'abril durant la primera guerra carlina.
- maig - Glasgow (Escòcia): inicis del cartisme, moviment per a la reforma política i social en el Regne Unit, a mitjans del Segle XIX. El seu nom prové del People's Charter de 1838, on es van postular els objectius del moviment.[1]
- 5 de maig - Alcanyís (Baix Aragó): els carlins aixequen el Setge d'Alcanyís després que no assolissin assaltar la vil·la durant la Primera Guerra Carlina.
- 22 de juny - Urizaharra (Àlaba): els liberals acaben vencent a la llarga batalla d'Urizaharra durant la Primera Guerra Carlina.
- 1 d'octubre - Maella (Baix Aragó-Casp, Província de Saragossa): el cabdill liberal Ramón Pardiñas mor juntament amb 500 militars liberals més a l'Acció de Maella en la que els carlins també prenen 3000 presoners a la Primera Guerra Carlina.
- 5 d'octubre - Larissa (Comtat de Cherokee, Texas): es produeix la massacre de Killough, l'últim atac dels amerindis contra colons blancs a l'est de Texas.
- 17 d'octubre - Casp (Baix Aragó-Casp): els carlins aixequen el setge de Casp que havien iniciat el 14 d'octubre sense aconseguir prendre el poble durant la Primera Guerra Carlina.[2]
- Finalització de la catedral de Cadis
- Ús públic del telègraf elèctric[3]
- Independència de Guatemala, Nicaragua i Hondures de la Províncies Unides de l'Amèrica Central[4]

- Descobriment de la proteïna[5]
- Fundació de la Universitat Duke

## Naixements
Països Catalans
- 11 de juny - Reus, Baix Camp: Marià Fortuny, pintor català (m. 1874).[6]
- 28 de juny - Sabadell: Francesc Sallarès i Salt, escolapi català.
- 19 d'octubre - Tarragona: Marià Rius i Montaner, empresari i polític català (m. 1894).

Resta del món
- 18 de febrer - Ernst Mach, físic austríac (m. 1916).
- 21 de març - Brno, Moràvia, República Txeca: Wilma Neruda, violinista moraviana (m. 1911).[7]
- 2 d'abril -Cahors, Migdia-Pirineus, (França): Léon Gambetta, polític i home d'Estat francès (m. 1882).[8]
- 7 d'abril - Hamburg: Ferdinand Thieriot, compositor alemany.
- 10 d'abril - Alhama de Almería, província d'Almeria, Andalusia, Espanya: Nicolás Salmerón, polític espanyol, president de la I República Espanyola (m. 1908).
- 14 d'abril - Darmstadt: Karl Zöppritz matemàtic, físic i geògraf alemany.
- 16 d'abril - Ixelles, Flandes, Bèlgica: Ernest Solvay, químic belga. (m. 1922).[9]
- 28 d'abril - Tobias Michael Carel Asser, advocat neerlandès, Premi Nobel de la Pau de l'any 1911 (m. 1913).[10]
- 10 de maig: John Wilkes Booth, actor, assassí del president Abraham Lincoln (m. 1865).
- 2 de setembre, Honolulu, Hawaii: Lili'uokalani, última reina del regne de Hawaii (m.1917).[11]
- 23 de setembre, Ohio: Victòria Woodhull, líder estatunidenca del moviment sufragista.[12]
- 25 d'octubre - París: Alexandre César Léopold Bizet conegut com a Georges Bizet, compositor francès (m. 1875).[13]
- 29 de novembre - Caselle Landi: Giovanni Losi, religiós italià (m. 1882).
- 31 de desembre - Marçana (França): Emile Loubet, advocat, President de la República Francesa (m. 1929).

- La Pouëze: Alfred Fouillée, filòsof francès

## Necrològiques
- 17 d'abril, Jena: Johanna Schopenhauer, novel·lista i salonnière alemanya (n. 1766).[14]
- 28 de maig, Bentonville: Thomas Busby, musicògraf, organista i compositor
- 5 de juliol, París (França): Jean Marc Gaspard Itard, metge occità (n. 1775).[15]
- 18 d'agost, Nova York: Lorenzo da Ponte, poeta i llibretista italià (n. 1749)
- 4 d'octubre, Ludwigslust: Sophia Maria Westenholz, pianista i compositora alemanya.[16]